# 1966 у хокеї з шайбою
Нижче наведені хокейні події 1966 року у всьому світі.

## Головні події
На чемпіонаті світу в Любляні золоті нагороди здобула збірна СРСР.
У фіналі кубка Стенлі «Монреаль Канадієнс» переміг «Детройт Ред-Вінгс».

## Національні чемпіони
- Австрія: «Клагенфурт»
- Болгарія: ЦСКА (Софія)
- Данія: КСФ (Копенгаген)

- Італія: «Кортіна» (Кортіна-д'Ампеццо)
- Нідерланди: «Ден Гааг» (Гаага)
- НДР: «Динамо» (Берлін)
- Норвегія: «Волеренга» (Осло)
- Польща: «Подгале» (Новий Тарг)
- Румунія: «Стяуа» (Бухарест)
- СРСР: ЦСКА (Москва)
- Угорщина: «Уйпешт Дожа» (Будапешт)
- Фінляндія: «Ільвес» (Тампере)
- Франція: «Шамоні» (Шамоні-Мон-Блан)
- ФРН: «Бад Тельц»
- Чехословаччина: ЗКЛ (Брно)
- Швейцарія: «Грассгоппер» (Цюрих)
- Швеція: «Брюнес» (Євле)
- Югославія: «Акроні» (Єсеніце)

## Переможці міжнародних турнірів
- Кубок європейських чемпіонів: ЗКЛ (Брно, Чехословаччина)
- Кубок Шпенглера: «Дукла» (Їглава, Чехословаччина)
- Кубок Ахерна: «Шербурк Біверс» (Канада)
- Турнір газети «Советский спорт»: ЦСКА (Москва)

## Народились
- 28 січня — Міхал Півонька, чеський хокеїст. Чемпіон світу.
- 8 лютого — Кірк Маллер, канадський хокеїст.
- 17 квітня — Євген Бєлошейкін, радянський хокеїст. Олімпійський чемпіон.
- 8 травня — Каміл Каштяк, чеський хокеїст.
- 9 травня — Марк Тінорді, канадський хокеїст.
- 16 серпня — Ед Ольчик, американський хокеїст.
- 10 травня — Джо Ньювендайк, канадський хокеїст. Олімпійський чемпіон, член Зали слави хокею (2011).
- 12 липня — Павло Михоник, воротар київського Сокола.
- 30 листопада — Філіпп Бозон, французький хокеїст. Чемпіон світу. Член зали слави ІІХФ.
- 9 грудня — Дана Мурзин, канадський хокеїст.